# 瓦爾納維諾區

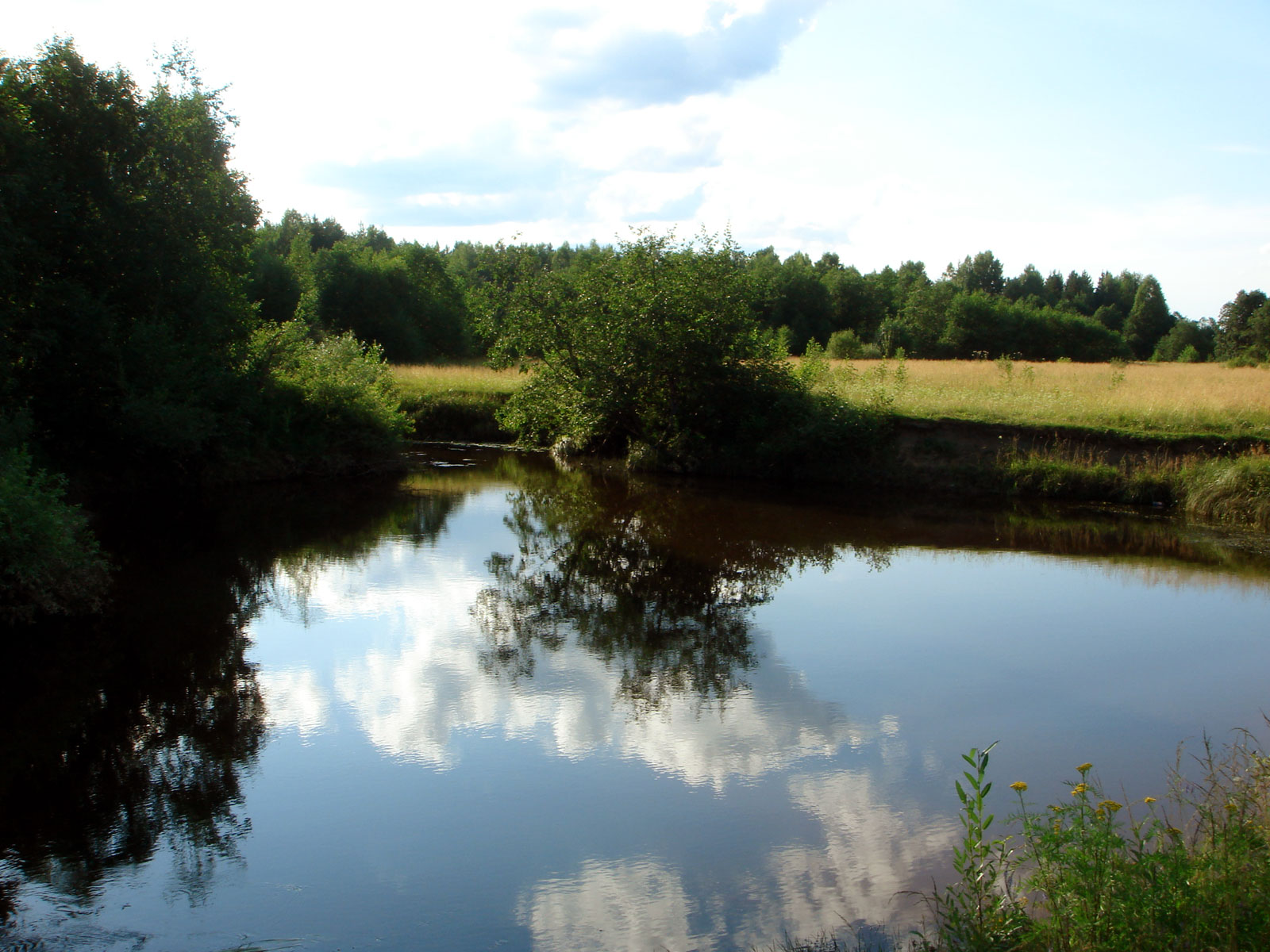

57°30′51″N 44°53′31″E / 57.51417°N 44.89194°E
瓦爾納維諾區（俄语：Варнавинский район），是俄羅斯的一個區，位於該國西部，由下諾夫哥羅德州負責管轄，始建於1929年，面積2,523.4平方公里，2010年人口13,366，人口密度每平方公里5.3人。